# 구리도시공사
구리도시공사(九里都市公社)는 경기도 구리시에 있는 지방 공기업이다.

## 연혁
- 2012년 9월 20일: 설립.
- 2024년 8월 10일: 별내선 개통과 동시에 역사운영업무 개시.

## 운영 노선
- 별내선(● 수도권 전철 8호선) 동구릉역, 구리역, 장자호수공원역